# キノーム
分子生物学において、生物のキノーム（kinome）は、そのゲノムにおけるプロテインキナーゼ一式を意味する。キナーゼは、（アミノ酸の）リン酸化反応を触媒する酵素であり、セリンやスレオニンをリン酸化するグループや、チロシンをリン酸化するグループ、両方をリン酸化できるグループ（GSK3ファミリーやMAP2K）など、いくつかのグループやファミリーに分かれている。キノームという用語は、Gerard Manningらによる518種類のヒトタンパク質キナーゼと真核生物全体でのプロテインキナーゼの進化を解析した2002年の2報の論文において初めて使用された。イネやいくつかの真菌、粘菌、昆虫、アメリカムラサキウニ、サンショウ、結核菌の感染過程におけるキノームも決定されている。キナーゼの一次配列は関連のない真核生物間でかなりの多様性を示しているものの、実際に真核生物のキナーゼによってリン酸化されるモチーフにおける差異はより小さい。
キナーゼは主要な医薬品標的、細胞挙動における主要な制御点であるため、キノームはRNAiスクリーンを用いた大規模機能遺伝学や創薬、特にがん治療薬開発の標的でもある。